# Гарсия, Джош
Джо́шуа Гарси́я (англ. и исп. Joshua García; 28 июля 1993, Массачусетс, США) — американский и доминиканский футболист, полузащитник.

## Карьера
Гарсия играл два года за футбольную команду Колледжа Северной Оклахомы, после чего получил футбольную стипендию в Университете Друзей.
В январе 2018 года Гарсия, пройдя через открытый просмотр, присоединился к составу до 23 лет клуба «ОКС Энерджи», где был выбран капитаном команды. 10 января 2019 года клуб Чемпионшипа ЮСЛ «ОКС Энерджи» подписал контракт с Гарсией. Его дебют в основном составе «Энерджи» состоялся 14 мая 2019 года в матче Открытого кубка США против любительского клуба «Энтекс Райадос». По окончании сезона 2019 Гарсия покинул «ОКС Энерджи».
В 2021 году Гарсия выступал в чемпионате Доминиканской Республики за клуб «Атлетико Сан-Франсиско».
За сборную Доминиканской Республики Гарсия дебютировал 16 февраля 2019 года в неофициальном товарищеским матчем со сборной Гваделупы. 7 сентября 2019 года в матче Лиги наций КОНКАКАФ 2019/20 против сборной Монтсеррата забил свой первый гол за доминиканскую сборную.